# Oxyethira serrata
Oxyethira serrata är en nattsländeart som beskrevs av Ross 1938. Oxyethira serrata ingår i släktet Oxyethira och familjen smånattsländor. Inga underarter finns listade i Catalogue of Life.